# روجدا فلات
روجدا فلات (من مواليد 1977 أو 1980) قائدة كردية سورية في وحدات حماية المرأة وقوات سوريا الديموقراطية التي تحارب منذ عام 2011 لصالح الفدرالية الديمقراطية لشمال سوريا في الحرب الأهلية السورية، وقادت العديد من الحملات الكبرى ضد الدولة الإسلامية في العراق والشام (داعش). وهدف فيلات النسوي الثوري هو تحقيق التحول الاجتماعي في الشرق الأوسط من خلال حزب العدالة الشعبية «بتحرير المرأة الكردية والمرأة السورية عمومًا من روابط وسيطرة المجتمع التقليدي وتحرير سوريا بأكملها من الإرهاب والاستبداد».

## السيرة الذاتية
لأن ما كشفته روجدا فيلات عن حياتها القليل، سيرتها قبل حمل السلاح غير معروفة إلى حد كبير؛ حتى عمرها ومكان ميلادها متنازع عليهما. وبسبب ذلك، ذهبت تي-أونلاين لوصفها بأنها «غامضة» حتى الآن. وفقًا لمقابلة أجرتها معها  نيويوركر في أواخر عام 2017، ولدت فيلات حوالي عام 1977 كطفل لأسرة زراعية فقيرة في القامشلي أو بالقرب منها. غير أن العديد من الادعاءات الأخرى بشأن أصولها قد انتشرت على شبكة الإنترنت، مع وكالة الأنباء التركية جيهان نيوز ومسؤولين آخرين من قوات الدفاع الذاتى حددوا تاريخ ميلادها في عام 1980 و / أو مسقط رأسها في الحسكة. وقد كررت العديد من التقارير من قبل وكالات الإعلام الأخرى معلومات جيهان نيوز، بينما يدعي آخرون أن فيلات ولدت في 1962، 1966 أو 1968، لوكالة إعلامية واحدة، حتى أنها تقول أنها من بطمان، تركيا. لكن هذا الادعاء الأخير تم رفضه من قبل أحد المقربين منها، الذي قال ل تي-أونلين أنها كانت بالتأكيد كردية سورية.
وبسبب فقر عائلتها، لم تتمكن فيلات إلا من الالتحاق بالجامعة في مرحلة متأخرة نسبيًا من حياتها. وبحلول عام 2011، كانت تدرس الأدب العربي في جامعة الحسكة. قبل اندلاع الحرب الأهلية السورية، تدعي فيلات أنها كانت تنوي أن تلتحق في نهاية المطاف بالأكاديمية العسكرية الوطنية وتصبح ضابطًا في الجيش السوري. بعد تفشي الانتفاضة المدنية ضد بشار الأسد في عام 2011، قررت ترك جامعة الحسكة والعودة إلى مسقط رأسها القامشلي، حيث انضمت بسرعة إلى وحدات حماية الشعب التابعة لحزب الاتحاد الديمقراطي.

## الخدمة العسكرية
مع تصاعد الانتفاضة إلى حرب أهلية ضارية، حصلت فلات على بضعة أيام من التدريب قبل أن تحمل السلاح. وذهبت إلى القتال ضد القوات المتمردة الإسلامية في حملة محافظة الحسكة (2012-13). وفي أواخر عام 2014 تقريبًا، كانت في كوباني وبين قوات وحدات حماية الشعب ووحدات حماية المرأة الذين انتهى بهم المطاف إلى الحصار في المدينة من قبل الدولة الإسلامية في العراق والشام (داعش). وبحلول هذا الوقت كضابط الصف في وحدات حماية المرأة، قادت فيلات فرقة صغيرة مسلحة تسليحًا خفيفًا مكونة من أحد عشر امرأة أخرى خلال الحصار.
شاركت وحدتها في معركة تل ميشتانور، حيث قاتلت جنبًا إلى جنب مع أرين ميركان التي اشتهرت بهجومها الانتحاري على دبابة داعش. وعلى الرغم من المقاومة المريرة من قبل وحدات حماية الشعب، فقد سقط التل في نهاية المطاف بيد تنظيم داعش، ثم تراجعت فلات وفرقتها إلى كوباني. وبحلول الوقت الذي تم فيه كسر الحصار في يناير 2015، أصيبت فلات بشظية، وقتل خمسة من أتباعها بينما أصيب اثنان آخران. وعادت بقية فرقتها في نهاية المطاف إلى الحياة المدنية، وواصلت فيلات فقط نشاطها في الجيش. وعندما شنت وحدات حماية الشعب هجومًا مضادًا علي قيادة تنظيم الدولة الإسلامية في الريف المحيط بكوباني في أوائل عام 2015، حظيت فلات لأول مرة بقيادة 45 مقاتلًا، ثم 300. من هنا أصبحت واحدة من أهم قادة وحدات حماية الشعب ووحدات حماية المرأة.

## العمليات في شرق سوريا وحملة الرقة
شاركت فلات في الاستيلاء على تل حميس خلال هجوم شرق الحسكة، هجوم تل أبيض، وهجوم الشدادي. وفي مايو2016، شنت أول هجوم على العاصمة الفعلية لتنظيم داعش، الرقة، حيث كانت تقود 15 ألف مقاتل. استولت قواتها على 23 قرية، مع أن الجهوم توقف في النهاية، حيث أعادت قوات سوريا الديمقراطية مقاتليها من أجل هجوم منبج الأكثر نجاحًا، الذي شاركت فيه فلات أيضًا. في وقت ما في منتصف عام 2016، قُتل22 من أفراد عائلتها وأقاربها في حفل زفاف في الحسكة جراء قصف من قبل تنظيم الدولة الإسلامية.
وفي نوفمبر 2016، شنت قوات سوريا الديموقراطية حملة أخرى للاستيلاء على الرقة، مع مسئولية فلات عن العمليات في ريف الرقة الشمالي. هذه المرة، نجحت القوات تحت قيادة فلات في تحقيق أهدافها، حيث تحول اهتمام قوات سوريا الديمقراطية إلى سد الطبقة والمناطق المحيطة به. والتي استهدفتها هذه الهجمات في المرحلة الثانية من الهجوم، التي بدأت في 10 ديسمبر، خلالها كانت فلات قائدًا عامًا لوحدة حماية المرأة . وفي المراحل اللاحقة خلال حملة الاستيلاء على الرقة، واصلت فلات كونها واحدًا من أهم قادة وحدة حماية المرأة، وشاركت في عمليات الاستيلاء على سد الطبقة وقاعدة الطبقة الجوية ومدينة الثورة من داعش.
وفي 25 أبريل 2017، زارت فلات الموقع الرئيسي للغارات الجوية التركية ضد وحدات حماية الشعب بالقرب من المالكية مع وحدات حماية المرأة والمسؤولين الأمريكيين.[15] وفي أكتوبر 2017، قادت فلات مجموعة من مقاتلي قوات سوريا الديموقراطية الذين نجحوا في الاستيلاء على الرقة. تم تصوير فلات وآخرون وهم يلوحون بأعلام قوات سوريا الديموقراطية في ساحة النعيم الشهيرة في عاصمة الدولة الإسلامية السابقة بعد أن أعلنت قوات سوريا الديموقراطية النصر في معركة الرقة. وفي هذه الأوقات، لاحظت أن «قلبها كان يقفز من الفرحة» حيث كانت قيادة وحدات حماية الشعب ووحدات حماية المرأة تعتقد أن المعركة من أجل الاستيلاء علي المدينة ستكون «أكثر صعوبة» مما كانت عليه.

## الحياة الشخصية
تعلقت فلات بوحدات حماية الشعب ووحدات حماية المرأة وقررت ألا تتزوج أبدًا أو حتي الحصول علي أطفال وبدلًا من ذلك قررت العمل في الجيش لبقية حياتها. وهي مسلمة غير متدينة من أتباع عقيدة عبد الله أوجلان الثورية وتعرف نفسها على أنها نسوية راديكالية، تحارب من أجل الإصلاحات الاجتماعية في سوريا التي من شأنها أن تعزز حقوق وحياة النساء من جميع الأعراق. ومن بين أبطالها الشخصيين الشيوعية الألمانية روزا لوكسمبورغ، وزعيمة حزب العمال الكردستاني ساكين كانز، والناشطة الكردية العراقية ليلى قاسم. نقدت فلات أيضًا الرأسمالية، قائلة بأن «النظام الرأسمالي ينظر لنا [النساء بشكل عام] كالأشياء».
وكقائد عسكري، تأثرت بأوتو فون بسمارك، ونابليون، وصلاح الدين، وكذلك رفيقتها الراحلة أرين ميركان. وقد وصفت فلات بأنها قائد عسكري موهوب، ومع ذلك قالت ببساطة أنها «جيدة في التخطيط». وفيما يتعلق بالقدرات العسكرية للمقاتلات تحت قيادتها، علقت فلات قائلة: «في كثير من الأحيان، في الشئون العسكرية، يحط الناس من قدر النساء، مدعين أننا حساسين جدًا، وأننا لا نجرؤ على حمل سكين أو بندقية ولكن يمكنك أن ترى بنفسك أنه في وحدات حماية المرأة يمكننا التعامل مع الدوشكا، و نعرف كيفية استخدام مدافع الهاون ويمكننا إجراء عمليات إزالة الألغام». كما أشادت بالهجوم الانتحاري الذي قامت به زولوه هيمو (المعروفة أيضًا باسم«أفيستا هابور») ضد القوات المسلحة التركية خلال العملية العسكرية التركية في عفرين، قائلة إن تضحياتها منعت القوات التركية من«قصف الأطفال والمدنيين في عفرين»، وحثت النساء الأخريات على اتباع نهج هيمو.
أتت فلات من عائلة زراعية فقيرة، وكان العديد من أقاربها ضحية لداعش، مما دفعها إلى محاربة التنظيم الجهادي: إلى جانب قتل 22 من أفراد عائلتها في تفجير داعش في الحسكة، وقتل شقيقها الأصغر ميزول بواسطة قنبلة على جانب الطريق أثناء خدمتها مع وحدات حماية الشعب في عام 2013.